# يوسف كامل
يوسف كامل (26 مايو 1891 حي الظاهر، القاهرة - 12 ديسمبر 1973، القاهرة) رسام وفنان تشكيلى مصري من الرعيل الأول من الفنانين التشكيليين المصريين. يعتبر أب الأسلوب التأثيرى المصري ومن رواد فن الرسم في مصر.

## مولده وتعليمه الفني
ولد يوسف كامل بحي الظاهر بالقاهرة في 26 مايو 1891. درس الفن في مدرسة الفنون الجميلة بالقاهرة، وأكمل دراسته في روما. التحق بمدرسة الفنون الجميلة سنة 1908
يذكر له كفاحه المشترك مع زميله راغب عياد لاستكمال تعليمهما في روما؛ عندما أرسل كل منهما الآخر في بعثة إلي إيطاليا علي نفقته وتولي الآخر العمل مكانه في مصر وإرسال راتبه شهريا حتي أنهي السنة الدراسية فتولي الآخر مهمة زميله بالتبادل. وقد قابل كامل وعياد زعيم ثورة 1919 سعد زغلول ـ بعد عودته من المنفي ـ وحيا كفاحهما. وعند انعقاد أول برلمان مصري عرضت قصة تعاونهما عام 1924 فتقرر اعتماد ميزانية لبعثات الرسامين والنحاتين. وكان يوسف كامل وراغب عياد علي رأس أول المبعوثين علي نفقة الدولة للدراسة في إيطاليا.

## مناصبه الفنية والأكاديمية
لدى عودة يوسف كامل من بعثته الحكومية عام 1959، عمل أستاذًا لفن التصوير الزيتي بمدرسة الفنون الجميلة العليا عام 1929، وكان أول مصري يقوم بالتدريس بها الي جانب الأساتذة الأوروبيين، ثم عُين رئيسًا لقسم التصوير (أي الرسم بالألوان)، ثم صار مديرًا لمتحف الفن الحديث بالقاهرة عامي 1948 و1949، ثم صار بين عامي 1950 و1953 عميدًا للكلية الملكية للفنون الجميلة (التي صار اسمها «كلية الفنون الجميلة» بعد ثورة 1952) ومقررا للجنة الفنون التشكيلية بالمجلس الأعلى للفنون والآداب.

## فنه
اتخذ يوسف كامل من المدرسة التأثرية أسلوبًا للتعبير، غير أنه لم يلتزم حرفيًا بأسلوب الفن التأثري الأوروبي الذي يحتم عدم استخدام اللون الأسود أو البني في الرسم، فقد جعلهما من بين ألوانه واكتفي من الفن التأثري باللمسات المتجاورة غير المندمجة كل لمسة مستقلة الي جانب الأخري وتقوم عين المشاهد بمزجها عند النظر الي اللوحة من بعيد.
كان يوسف كامل من أغزر الفنانين المصريين إنتاجًا؛ إذ وصل عدد اللوحات التي رسمها إلى أكثر من ألفي لوحة، كانت موضوعاتها من البيئة المصرية والريف المصري وأسواق القاهرة القديمة وأحيائها، وكان يستهويه رسم الطيور والحيوانات الأليفة. تحفظ إبداعاته في متحف الفن الحديث بالقاهرة. ومن أهم أعماله (لوحة الاحياء القديمة-صورة لمشايخ الحسين-علي شط الترعة-تأثيرات لونية)

## الجوائز والتكريم
- جائزة الدولة التقديرية في الفنون عام 1960.
- أصدر عنه الأستاذ بدر الدين أبو غازي كتابا في سلسلة وصف مصر من خلال الفنون التشكيلية.

## وفاته
توفي يوسف كامل بالقاهرة في 12 ديسمبر 1973.